# Steal (sport)
Een steal is een sportterm bij balsporten.

## Basketbal
In het basketbal wordt een steal toegekend aan een speler die de bal reglementair afpakt van een tegenstander, een pass onderschept of op een andere manier balbezit verkrijgt na een spelhervatting door de tegenstander.

## Honkbal
In het honkbal wordt een steal of gestolen honk toegekend aan een honkspeler als hij een honk verder geraakt door er één te nemen waar hij geen recht op had. Dit gebeurt meestal als een werper van de tegenstander een worp gooit, maar het kan ook gebeuren als de werper de bal nog heeft of de bal naar een ploegspeler bij een honk gooit, of als de vanger van de tegenstander de bal teruggooit naar zijn werper.